# Saint-Gilles-Croix-de-Vie
Saint-Gilles-Croix-de-Vie település Franciaországban, Vendée megyében. Lakosainak száma 8140 fő (2022. január 1.). Saint-Gilles-Croix-de-Vie Saint-Hilaire-de-Riez, Bretignolles-sur-Mer, Le Fenouiller és Givrand községekkel határos.

## Népesség
A település népessége az elmúlt években az alábbi módon változott:
| Lakosok száma | 7469 | 7540 | 7570 | 7655 | 7759 | 7862 | 7922 | 7974 | 8140 |
|               | 2013 | 2015 | 2016 | 2017 | 2018 | 2019 | 2020 | 2021 | 2022 |